# وارشتاینر
وارشتاینر (انگلیسی: Warsteiner) شرکت آبجوسازی آلمانی است، که در سال ۱۷۵۳ تأسیس شد.